# Eurycope propilosa
Eurycope propilosa är en kräftdjursart som beskrevs av Wilson 1982. Eurycope propilosa ingår i släktet Eurycope och familjen Munnopsidae. Inga underarter finns listade i Catalogue of Life.